# Parafia św. Jerzego (Dominika)
Parafia świętego Jerzego (ang. Saint George Parish) – jedna z 10 parafii we Wspólnocie Dominiki, znajdująca się w południowo-zachodniej części kraju. Stolicą parafii jest Roseau.
Graniczy z parafiami: św. Pawła od północy, św. Patryka od zachodu oraz św. Łukasza od południa.

## Miejscowości
- Roseau – stolica i największe miasto Dominiki.

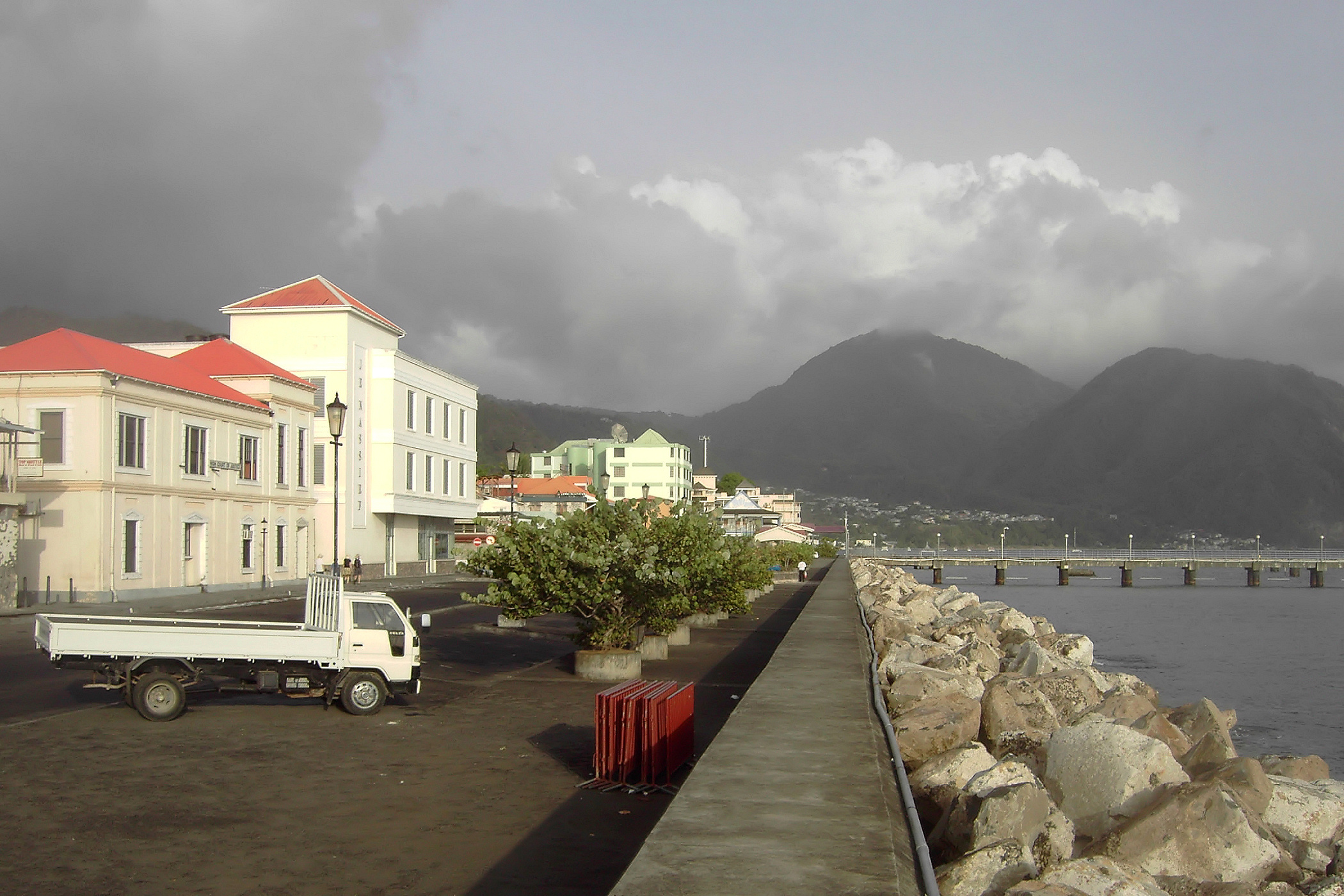
Roseau

- Fond Cani Roseau
- Trafalgar
- Wotten Waven
- Morne Prosper
- Giraudel
- Eggleston
- Laudat
- Bellevue Chopin